# Forteresse aldobrandesque (Semproniano)
La forteresse aldobrandesque (en italien : Rocca aldobrandesca) est un château médiéval en ruine qui se dresse au sommet du village de Semproniano, dans la province de Grosseto en Toscane,.

## Histoire
Le complexe fortifié a commencé à s'élever vers le milieu du IXe siècle, dans une position dominante soit pour défendre l'ensemble du village de Semproniano, soit pour la surveillance des territoires environnants. Possession incontestée de la famille Aldobrandeschi, elle fut intégrée au comté de Santa Fiora à la fin du XIIIe siècle, lors du partage des biens familiaux.
Cependant, d'abord Orvieto puis Sienne essaya d'imposer leur influence pour contrôler toute la région ; Ce n'est qu'en 1410 que les troupes de la république de Sienne réussirent à conquérir Semproniano, causant de graves dommages à la forteresse aldobrandesque.
Après un réaménagement temporaire de la forteresse entre la fin du XVe siècle et les premières décennies du siècle suivant, l'ensemble fut conquis par les Espagnols en 1536 et commença dès lors la très longue période d'abandon et de déclin qui compromet à jamais l'originale structure fortifiée.

## Description
Il ne reste que quelques ruines, où l'on peut voir quelques sections des murs d'enceinte et la base quadrangulaire de l'ancienne forteresse. Toutes les structures murales sont entourées d'une série d'arbres, dont beaucoup sont des cyprès, qui permettent d'identifier la zone depuis l'extérieur de la ville.

## Galerie

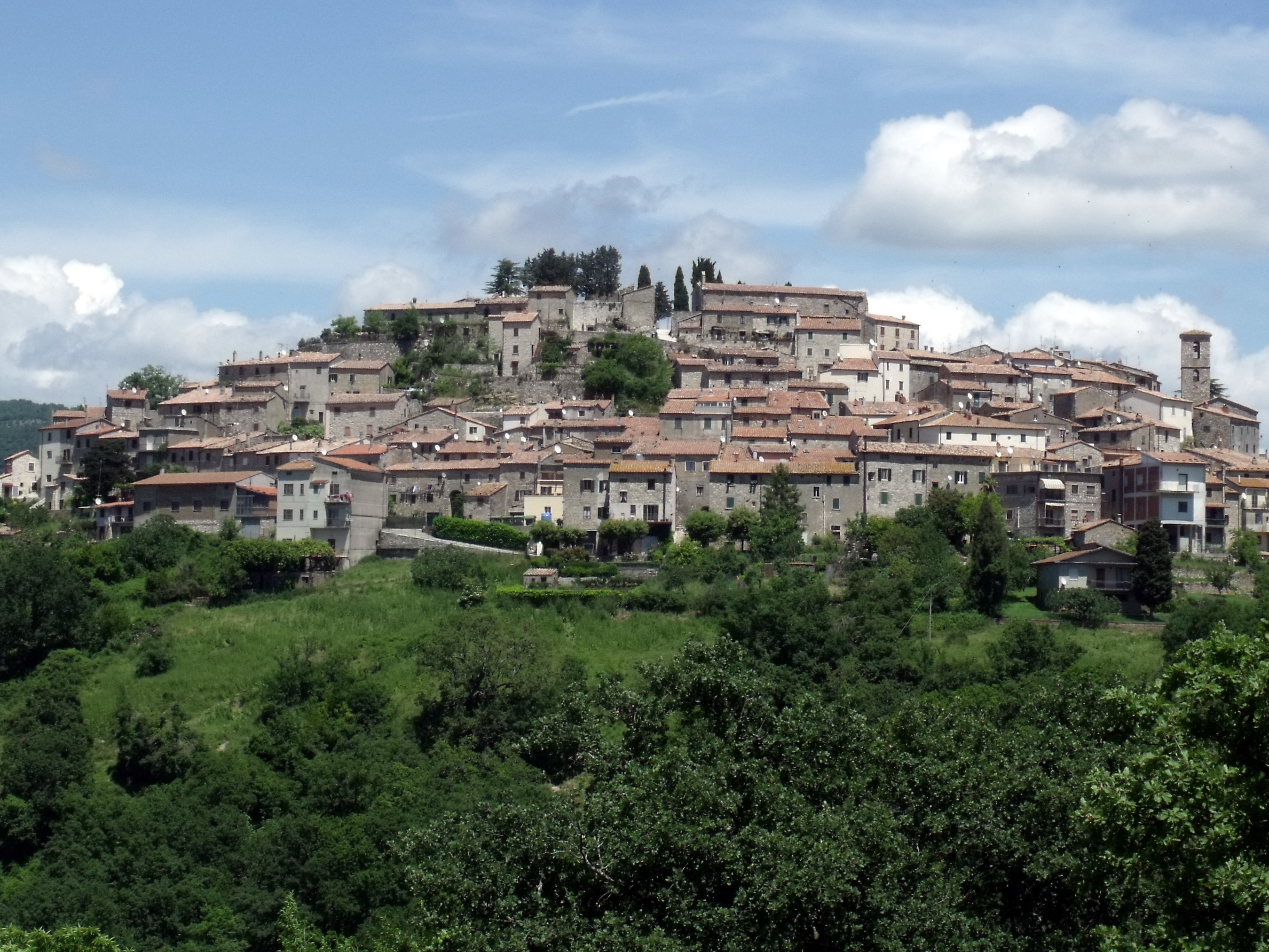
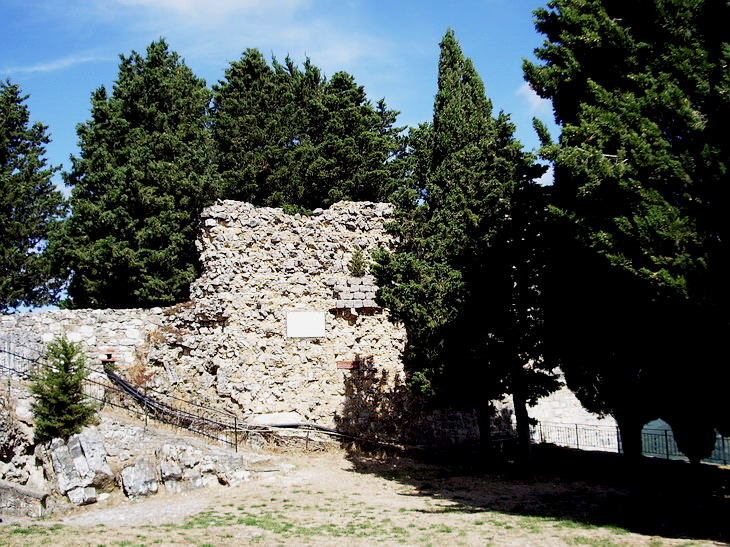